# Яшун-Балам III
Яшун-Балам III — 16-й правитель Пачана. Стал первым известным правителем объединённого государства Пачана и Каха.

## Биография
Согласно Стеле 8 из Пьедрас-Неграса, в 639 году между Пачаном и Йокибом произошло некое событие, по предположению Сафронова, война, в которой Пачан одержал победу. Это произошло через месяц после воцарения на йокибском троне 12-летнего Ицам-Кан-Ака I.
В 647 году Яшун-Балам III пленил правителя Хищвица (городище Сан-Диего, либо некое другое царство к западу от Пачана).
Вскоре после ожесточённой борьбы в 640-х годах Йокиб снова установил свою власть над Пачаном (возможно, в результате его военного проигрыша, либо другим путём). В 653 году Яшун-Балам совершил поездку в Йокиб, где через 23 дня был коронован правителем Йокиба и Киниля Ицам-Кан-Аком I (на правах его вассала), а в 658 году отправил вспомогательное войско в Йокиб для проведения там военных действий.
В 659 году войско Мутульского правителя Нун-Холь-Чака I, бежавшее от Канульского Юкноом-Чена Великого, переправилось через Усумасинту и разбило войско Яшун-Балама III.